# Sphingonotus airensis
Sphingonotus airensis är en insektsart som beskrevs av Lucien Chopard 1950. Sphingonotus airensis ingår i släktet Sphingonotus och familjen gräshoppor. Inga underarter finns listade i Catalogue of Life.